# Usa (vattendrag i Belarus, Minsks voblast, lat 53,85, long 26,43)
Usa (vitryska: Уса) är ett vattendrag i Belarus.   Det ligger i voblasten Minsks voblast, i den centrala delen av landet, 70 km väster om huvudstaden Minsk.
I omgivningarna runt Usa växer i huvudsak blandskog. Runt Usa är det ganska glesbefolkat, med 24 invånare per kvadratkilometer.